# Gaddi Annaram
Gaddi Annaram là một thị trấn thống kê (census town) của quận Rangareddi thuộc bang Andhra Pradesh, Ấn Độ.

## Nhân khẩu
Theo điều tra dân số năm 2001 của Ấn Độ, Gaddi Annaram có dân số 53.622 người. Phái nam chiếm 52% tổng số dân và phái nữ chiếm 48%. Gaddi Annaram có tỷ lệ 81% biết đọc biết viết, cao hơn tỷ lệ trung bình toàn quốc là 59,5%: tỷ lệ cho phái nam là 85%, và tỷ lệ cho phái nữ là 76%. Tại Gaddi Annaram, 11% dân số nhỏ hơn 6 tuổi.